# 클론다이크 애니
《클론다이크 애니(Klondike Annie)》는 1936년 개봉한 미국의 서부 코미디 영화이다. 라울 월시가 감독을 맡았으며 메이 웨스트, 빅터 매클래글렌 등이 출연하였다.

## 줄거리
로즈 칼턴(메이 웨스트)은 1890년대 샌프란시스코 차이나타운 내 중국인 찬 로(해럴드 후버)가 운영하는 카바레에서 일하는 가수다. 자신의 삶을 구속하는 찬 로에게 불만을 품은 로즈는 카바레에서 탈출하려고 시도하다 찬 로를 살해한다. 도망 중 알래스카의 금광촌인 놈으로 향하는 배에 승선한 로즈는 선장 불 브래킷(빅터 매클래글렌)과 사랑에 빠진다. 로즈가 지명수배자라는 사실을 알게 된 불은 어떻게든 그녀를 숨기려 하고, 로즈는 항해 중 신앙 사회를 구축하려고 놈에 가려는 애니 올던(헬렌 제롬 에디)과 만난다. 애니는 지병이 악화돼 로즈의 간호에도 불구하고 배 위에서 사망하는데, 놈에 다다르기 직전 이 지역의 경찰인 잭 포레스트(필립 리드)로부터 신분을 숨기려던 로즈는 자신을 애니로 위장한다.
놈에 도달한 로즈는 여전히 신분을 애니로 유지한 채 신앙인들과 조우한다. 로즈는 수완을 발휘해 종교를 등한시하는 지역민들을 대거 교화시키는 데 성공한다. 하지만 불은 로즈가 계속 애니로 활동하는 것에 불만을 품고 그녀에게 하루빨리 놈에서 떠나자고 설득한다. 한편 잭은 수사를 계속하다 로즈의 정체를 알아내는데 성공하지만 곧 그녀의 매력에 빠져 둘이 같이 도피할 계획을 세운다. 마침내 놈을 떠나기로 마음을 먹은 로즈는 불과 잭 중 누구와 함께 달아날지 고민하다 결국에 불을 선택한다. 놈까지 온 찬 로 부하의 암살 시도에서 살아남은 후, 로즈는 샌프란시스코로 돌아가 자신의 살해 행위를 정당방위로 변호하겠다는 결심을 한다.

## 출연
- 메이 웨스트 — 로즈 칼턴
- 빅터 매클래글렌 — 불 브래킷
- 필립 리드 — 잭 포레스트
- 헬렌 제롬 에디 — 애니 올던
- 해리 베리스포드 — 바우저
- 해럴드 후버 — 찬 로
- 루실 글리슨 — 빅 테스
- 콘웨이 티얼리 — 밴스 파머
- 에스더 하워드 — 패니 래들러
- 양슈 — 파 웡
- 존 로저스 — 버디
- 테드 올리버 — 그리스비
- 로런스 그랜트 — 길버트
- 진 오스틴 — 오르간 연주자
- 블라디미르 비코프 — 마리노프
- 안필립 — 윙 (미언급)